# Oxypetalum guaraniticum
Oxypetalum guaraniticum là một loài thực vật có hoa trong họ La bố ma. Loài này được (Malme) Malme mô tả khoa học đầu tiên năm 1927.